# Šibolim
Šibolim (hebrejsky שִׁיבֳּלִים‎, doslova „Klasy“, v oficiálním přepisu do angličtiny Shibbolim, přepisováno též Shibolim) je vesnice typu mošav v Izraeli, v Jižním distriktu, v Oblastní radě Sdot Negev.

## Geografie
Leží v nadmořské výšce 135 metrů na severozápadním okraji pouště Negev; v oblasti která byla od 2. poloviny 20. století intenzivně zúrodňována a zavlažována a ztratila téměř charakter pouštní krajiny. Jde o zemědělsky obdělávaný pás nedaleko od pásma Gazy, navazující na pobřežní nížinu.
Obec se nachází 22 kilometrů od břehu Středozemního moře, cca 76 kilometrů jihojihozápadně od centra Tel Avivu, cca 73 kilometrů jihozápadně od historického jádra Jeruzalému a 3 kilometry jižně od města Netivot. Šibolim obývají Židé, přičemž osídlení v tomto regionu je etnicky převážně židovské.
Šibolim je na dopravní síť napojen pomocí lokální silnice 2444. Východně od vesnice prochází dálnice číslo 25.

## Dějiny
Šibolim byl založen v roce 1952. Jde o součást jednotně řešeného bloku těsně na sebe navazujících zemědělských vesnic zvaného Šaršeraot. Tvoří jej obce Giv'olim, Ma'agalim, Mlilot, Šaršeret a Šibolim. Původně se mošav pracovně nazýval Šaršeret Bet ('שרשרת ב). Nynější název je symbolický, odkazuje na agrární charakter zdejšího osídlení.
Zakladateli vesnice byla skupina Židů z Íránu, napojených na náboženskou sionistickou organizaci ha-Po'el ha-Mizrachi. Před založením vesnice pobývali v provizorních přistěhovaleckých táborech, pak v nově zřízené nedaleké vesnici Jachini, kde jim ale nevyhovovalo tamní prostředí. Proto nakonec přesídlili sem. Osada Šibolim vznikla 22. února 1952, jako druhá v tomto bloku židovských vesnic. V první vlně do ní přišlo 60 rodin. Někteří ovšem brzy odešli, protože vesnice se nacházela v těžké ekonomické situaci.
Místní ekonomika je založena na zemědělství (pěstování květin, zeleniny, polních plodin, sadovnictví). Funguje tu synagoga, mikve a sportovní areály.

## Demografie
Obyvatelstvo mošavu je nábožensky orientované. Podle údajů z roku 2014 tvořili naprostou většinu obyvatel v Šibolim Židé (včetně statistické kategorie "ostatní", která zahrnuje nearabské obyvatele židovského původu ale bez formální příslušnosti k židovskému náboženství).
Jde o menší obec vesnického typu s dlouhodobě rostoucí populací. K 31. prosinci 2014 zde žilo 303 lidí. Během roku 2014 populace klesla o 8,2 %.
| Rok            | 1961 | 1972 | 1983 | 1995 | 2001 | 2003 | 2004 | 2005 | 2006 | 2007 | 2008 | 2009 | 2010 | 2011 | 2012 | 2013 | 2014 |
| -------------- | ---- | ---- | ---- | ---- | ---- | ---- | ---- | ---- | ---- | ---- | ---- | ---- | ---- | ---- | ---- | ---- | ---- |
| Počet obyvatel | 375  | 376  | 318  | 240  | 272  | 306  | 316  | 325  | 348  | 347  | 350  | 277  | 296  | 313  | 328  | 330  | 303  |